# Тейшейра Лима, Эдуардо
Эдуардо Тейшейра Лима (порт.-браз. Eduardo Teixeira Lima; 3 октября 1944, Серра-Дорада — 25 августа 2020, Сан-Паулу), в некоторых источниках Эдуардо Тешейра Лима (порт.-браз. Eduardo Texeira Lima) — бразильский футболист, левый нападающий.

## Карьера
Эдуардо Тейшейра родился в Серра-Дораде, но в 1950 году вместе с родителями переехал в Сан-Паулу. Он начал карьеру в молодёжном составе клуба «Коринтианс» в возрасте 12 лет. Эдуардо дебютировал в составе команды 10 июня 1962 года во встрече с клубом «Ферровиария» (4:0). В том же году он выиграл с командой турнир Рио-Сан-Паулу. В клубе футболист выступал до 1965 года, проведя 106 матчей и забив 25 голов. В том же году Тейшейра перешёл на правах аренды в колумбийский клуб «Мильонариос», где играл три года. В 1966 году он стал одним из лучших бомбардиров чемпионата, забив 20 голов. Всего за «Мильонариос» он провёл 112 встреч, в которых забил 45 голов. В некоторых источниках указано, что он играл до 1966 года, но другие это опровергают. Тогда же форвард провёл остаток сезона за «Коринтианс», проведя 8 встреч.
В 1968 году Тейшейра перешёл в аргентинский клуб «Бока Хуниорс» на правах аренды, в составе которого дебютировал 20 января в матче с «Сан-Лоренсо» (4:1). 19 февраля он забил первый и единственный мяч в составе команды во встрече с тем же «Сан-Лоренсо» (3:2). Последний матч за клуб Эдуардо провёл 1 мая во встрече с «Крузейро» (2:3). Всего за «Боку» Тейшейра сыграл 7 матчей и забил один мяч. Оттуда в том же году нападающий перешёл в «Атлетико Хуниор», где сыграл 18 матчей и забил 11 голов. Затем Тейшейра в третий раз перешёл в «Коринтианс», где играл два сезона. Всего за всего годы в команде футболист провёл 171 матч и забил 33 гола. Уйти из «Коринтианса» его вынудила покупка клубом Аладина, который вытеснил его из основы команды.
В 1971 году Тейшера стал игроком «Крузейро». Он дебютировал в составе команды 6 февраля в матче с «Велес Сарсфилд» (6:3), где забил гол на 50-й минуте встречи. Годом позже он выиграл с командой чемпионат штата, а затем ещё дважды повторял это достижение. За клуб футболист выступал до 1974 года, проведя 207 матчей и забив 42 гола. В том же году он перешёл в «Наутико», где также смог поучаствовать в выигрыше чемпионата штата, в котором Эдуардо сыграл 8 матчей и забил 4 гола. Через два года Тейшейра перешёл в «Спорт Ресифи». Затем он играл в чилийских клубах «Сантьяго Морнинг» и «О’Хиггинс», где и завершил свою карьеру. Также нападающий сыграл две игры в «Крузейро», проведя последний матч 23 августа 1981 года против клуба «Валериодосе» (0:0).
Завершив игровую карьеру, Тейшейра поселился в Сан-Паулу. Там он владел двумя пиццериями, а также несколькими футбольными школами. Он умер в 2020 году в своём доме, находящемся на улице Вила-Мария

## Достижения
- Победитель турнира Рио-Сан-Паулу: 1962
- Чемпион штата Минас-Жерайс: 1972, 1973, 1974
- Чемпион штата Пернамбуку: 1974

## Личная жизнь
Тейшейра был женат на португалке. Его первый ребёнок — дочь Элайне Кассия де Лима родилась в Колумбии. Также у него было ещё двое детей.
Играя в Аргентине Тейшейра подвергался расистским оскорблениям.